# مفرق بن سلام
مفرق بن سلام (850م-857م) كان أميرًا مسلمًا لباري بجنوب إيطاليا. علاقته بالأمير الأول، خلفون، غير معروفة لكنه تولى الحكم بعد مقتل هذا الأخير في عام 850 تقريبًا. أرسل مفرق عريضة إلى الخليفة العباسي وإلى حاكم مصر ليتم الاعتراف به كأمير باري وبوليا باسم الخلافة العباسية، لكنه لم يحصل على إجابة ابداً. قام بتوسيع الأراضي الإسلامية إلى أرجاء بوليا وتوفي قتيلاً في عام 857، خلفه سودان الماوري.